# Vóley playa en los Juegos Mediterráneos de 2009
El torneo de vóley playa en los Juegos Mediterráneos de 2009 se realizó en el pabellón Estadio de la Mar de la ciudad de Pescara (Italia) entre el 28 de junio y el 3 de julio de 2009.

## Resultados
| Evento            | Oro                                              | Plata                                            | Bronce                                    |
| ----------------- | ------------------------------------------------ | ------------------------------------------------ | ----------------------------------------- |
| Masculino (03.07) | Manuel Carrasco · Jesús Ruiz · España            | José Manuel Ariza · Miguel angel de amo · España | Matteo Ingrosso · Paolo Ingrosso · Italia |
| Femenino (03.07)  | Cristina Hopf Aguilar · Alejandra Simón · España | Greta Cicolari · Lucia Bacchi · Italia           | Morgane Faure Mathilde Giordano Francia   |

## Medallero
| Núm. | País    | Oro | Plata | Bronce | Total |
| ---- | ------- | --- | ----- | ------ | ----- |
| 1    | España  | 2   | 1     | 0      | 3     |
| 2    | Italia  | 0   | 1     | 1      | 2     |
| 3    | Francia | 0   | 0     | 1      | 1     |
|      | TOTAL   | 2   | 2     | 2      | 6     |

- Datos: Q1626786